# (9689) Freudenthal
(9689) Freudenthal (4831 P-L) – planetoida z pasa głównego asteroid okrążająca Słońce w ciągu 4,21 lat w średniej odległości 2,61 j.a. Odkryta 24 września 1960 roku.